# ماتيلدا (رواية قصيرة)
ماتيلدا، هو ثاني عمل روائي طويل لماري شيلي، كتبته في الفترة ما بين أغسطس 1819 وفبراير 1820، ونشرت لأول مرة بعد وفاتها في عام 1959.

## ملخص
تتناول الرواية حب الأب لسفاح القربى لابنته. توصف أنها رواية سيرة ذاتية وباعتبارها رواية مقنعة، حيث تمثل الأسماء الوهمية في الرواية أناسًا حقيقيين. في هذه القراءة، تمثل ماتيلدا ماري شيلي نفسها، ويمثل والد ماتيلدا ويليام غودوين (والد ماري)، ويمثل الشاعر وودفيل بيرسي شيلي (زوج ماري). ومع ذلك، فإن القصة نفسها قد لا تكون مبنية على الحقائق.

## خلفية
إن كتابة هذه الرواية القصيرة صرفت انتباه ماري شيلي عن حزنها بعد وفاة ابنتها كلارا البالغة من العمر عامًا واحدًا في البندقية في سبتمبر 1818 وابنها ويليام البالغ من العمر ثلاث سنوات في يونيو 1819 في روما. أدت هذه الخسائر إلى إصابة ماري شيلي بالاكتئاب الذي أبعدها عاطفياً وجنسياً عن بيرسي شيلي وتركها، على حد تعبيره، "على نار اليأس".